# Гопеш
Гопеш (мак. Гопеш) — гірське село в общині Бітола, у Північній Македонії. Знаходиться на висоті 1140 м над рівнем моря. Відстань до адміністративного центру общини Бітоли складає 23 км. Було населене переважно арумунами, на початку XXI століття спустіло.
Село займає площу 9,2 км², з яких 0,51 км² орна земля, а пасовиська& займають площу 1,32 км². 

## Історія
Одне з 5 арумунських сіл регіону, інші Ніжеполе, Трново, Маловіште, Магарево. За переказами, це арумунське село існує з доосманських часів.
У другій половині XIX століття в селі мешкали близько 500 осіб. З 1860-х років у селі діяла грецька школа з близько 200 учнями, у 1869 році з'явився вчитель арумунської мови Димітріос Георгіу, до якого, втім, ходило небагато школярів.
За переписом 1961 року в селі мешкали 97 осіб, а 1994 року — лише 3.

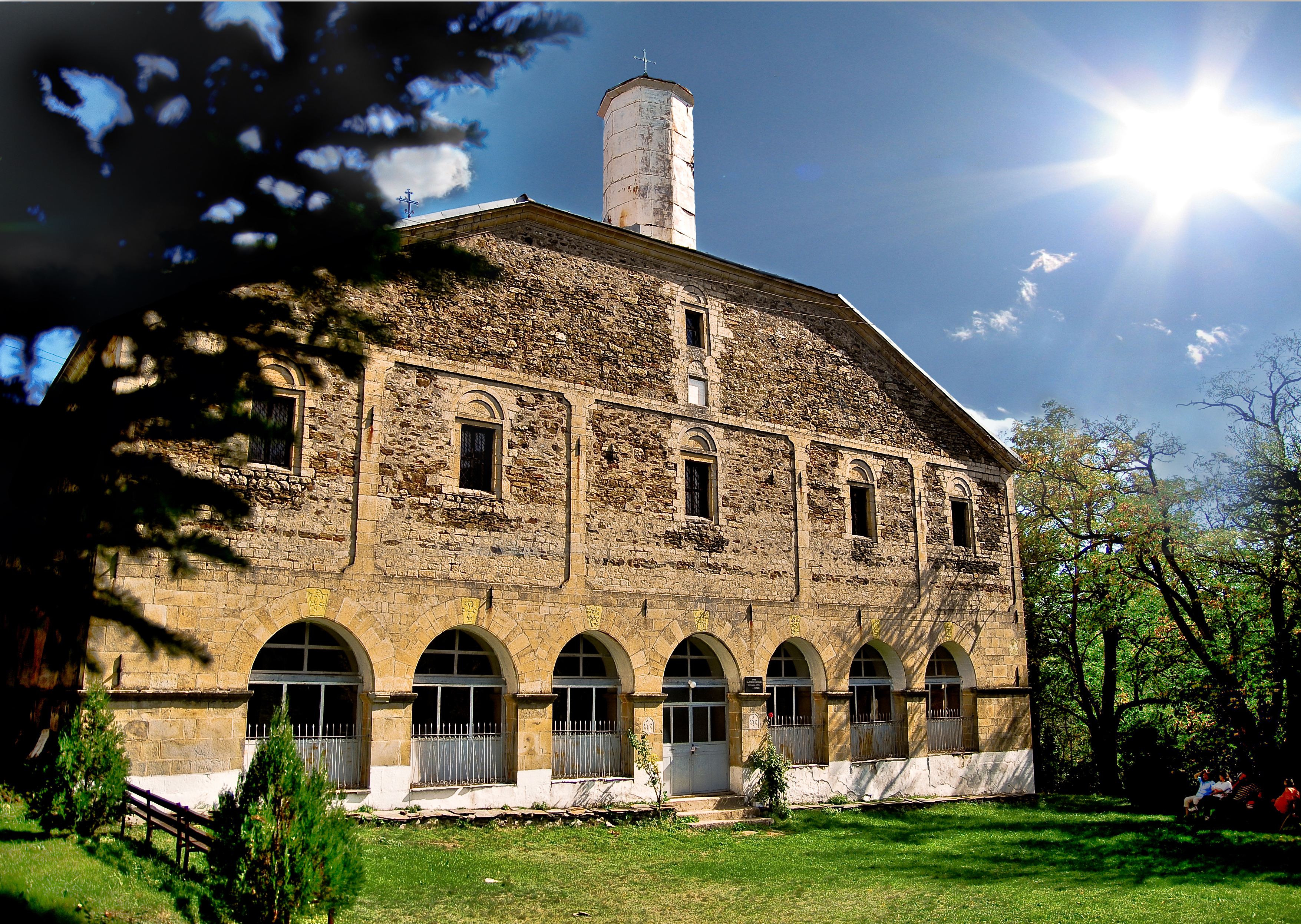
Церква Перображення Господня

## Відомі люди

### Уродженці
- Олександр Кошка — македонський революціонер арумунського походження
- Наум Торбов[en] — болгарський архітектор арумунського походження